# Danh sách tiểu hành tinh: 2301–2400
| Tên                  | Tên đầu tiên | Ngày phát hiện       | Nơi phát hiện            | Người phát hiện                                        |
| -------------------- | ------------ | -------------------- | ------------------------ | ------------------------------------------------------ |
| 2301 Whitford        | 1965 WJ      | 20 tháng 11 năm 1965 | Brooklyn                 | Đại học Indiana                                        |
| 2302 Florya          | 1972 TL2     | 2 tháng 10 năm 1972  | Nauchnij                 | N. E. Kurochkin                                        |
| 2303 Retsina         | 1979 FK      | 24 tháng 3 năm 1979  | Đài thiên văn Zimmerwald | P. Wild                                                |
| 2304 Slavia          | 1979 KB      | 18 tháng 5 năm 1979  | Kleť                     | A. Mrkos                                               |
| 2305 King            | 1980 RJ1     | 12 tháng 9 năm 1980  | Harvard Observatory      | Harvard Observatory                                    |
| 2306 Bauschinger     | 1939 PM      | 15 tháng 8 năm 1939  | Heidelberg               | K. Reinmuth                                            |
| 2307 Garuda          | 1957 HJ      | 18 tháng 4 năm 1957  | La Plata Observatory     | La Plata Observatory                                   |
| 2308 Schilt          | 1967 JM      | 6 tháng 5 năm 1967   | El Leoncito              | C. U. Cesco, A. R. Klemola                             |
| 2309 Mr. Spock       | 1971 QX1     | 16 tháng 8 năm 1971  | El Leoncito              | J. Gibson                                              |
| 2310 Olshaniya       | 1974 SU4     | 16 tháng 9 năm 1974  | Nauchnij                 | L. V. Zhuravleva                                       |
| 2311 El Leoncito     | 1974 TA1     | 10 tháng 10 năm 1974 | El Leoncito              | Felix Aguilar Observatory                              |
| 2312 Duboshin        | 1976 GU2     | 1 tháng 4 năm 1976   | Nauchnij                 | N. S. Chernykh                                         |
| 2313 Aruna           | 1976 TA      | 15 tháng 10 năm 1976 | Anderson Mesa            | H. L. Giclas                                           |
| 2314 Field           | 1977 VD      | 12 tháng 11 năm 1977 | Harvard Observatory      | Harvard Observatory                                    |
| 2315 Czechoslovakia  | 1980 DZ      | 19 tháng 2 năm 1980  | Kleť                     | Z. Vávrová                                             |
| 2316 Jo-Ann          | 1980 RH      | 2 tháng 9 năm 1980   | Anderson Mesa            | E. Bowell                                              |
| 2317 Galya           | 2524 P-L     | 24 tháng 9 năm 1960  | Palomar                  | C. J. van Houten, I. van Houten-Groeneveld, T. Gehrels |
| 2318 Lubarsky        | 6521 P-L     | 24 tháng 9 năm 1960  | Palomar                  | C. J. van Houten, I. van Houten-Groeneveld, T. Gehrels |
| 2319 Aristides       | 7631 P-L     | 17 tháng 10 năm 1960 | Palomar                  | C. J. van Houten, I. van Houten-Groeneveld, T. Gehrels |
| 2320 Blarney         | 1979 QJ      | 29 tháng 8 năm 1979  | Đài thiên văn Zimmerwald | P. Wild                                                |
| 2321 Lužnice         | 1980 DB1     | 19 tháng 2 năm 1980  | Kleť                     | Z. Vávrová                                             |
| 2322 Kitt Peak       | 1954 UQ2     | 28 tháng 10 năm 1954 | Brooklyn                 | Đại học Indiana                                        |
| 2323 Zverev          | 1976 SF2     | 24 tháng 9 năm 1976  | Nauchnij                 | N. S. Chernykh                                         |
| 2324 Janice          | 1978 VS4     | 7 tháng 11 năm 1978  | Palomar                  | E. F. Helin, S. J. Bus                                 |
| 2325 Chernykh        | 1979 SP      | 25 tháng 9 năm 1979  | Kleť                     | A. Mrkos                                               |
| 2326 Tololo          | 1965 QC      | 29 tháng 8 năm 1965  | Brooklyn                 | Đại học Indiana                                        |
| 2327 Gershberg       | 1969 TQ4     | 13 tháng 10 năm 1969 | Nauchnij                 | B. A. Burnasheva                                       |
| 2328 Robeson         | 1972 HW      | 19 tháng 4 năm 1972  | Nauchnij                 | T. M. Smirnova                                         |
| 2329 Orthos          | 1976 WA      | 19 tháng 11 năm 1976 | La Silla                 | H.-E. Schuster                                         |
| 2330 Ontake          | 1977 DS3     | 18 tháng 2 năm 1977  | Kiso                     | H. Kosai, K. Hurukawa                                  |
| 2331 Parvulesco      | 1936 EA      | 12 tháng 3 năm 1936  | Uccle                    | E. Delporte                                            |
| 2332 Kalm            | 1940 GH      | 4 tháng 4 năm 1940   | Turku                    | L. Oterma                                              |
| 2333 Porthan         | 1943 EP      | 3 tháng 3 năm 1943   | Turku                    | Y. Väisälä                                             |
| 2334 Cuffey          | 1962 HD      | 27 tháng 4 năm 1962  | Brooklyn                 | Đại học Indiana                                        |
| 2335 James           | 1974 UB      | 17 tháng 10 năm 1974 | Palomar                  | E. F. Helin                                            |
| 2336 Xinjiang        | 1975 WL1     | 16 tháng 11 năm 1975 | Nanking                  | Purple Mountain Observatory                            |
| 2337 Boubín          | 1976 UH1     | 22 tháng 10 năm 1976 | Đài thiên văn Zimmerwald | P. Wild                                                |
| 2338 Bokhan          | 1977 QA3     | 22 tháng 8 năm 1977  | Nauchnij                 | N. S. Chernykh                                         |
| 2339 Anacreon        | 2509 P-L     | 24 tháng 9 năm 1960  | Palomar                  | C. J. van Houten, I. van Houten-Groeneveld, T. Gehrels |
| 2340 Hathor          | 1976 UA      | 22 tháng 10 năm 1976 | Palomar                  | C. T. Kowal                                            |
| 2341 Aoluta          | 1976 YU1     | 16 tháng 12 năm 1976 | Nauchnij                 | L. I. Chernykh                                         |
| 2342 Lebedev         | 1968 UQ      | 22 tháng 10 năm 1968 | Nauchnij                 | T. M. Smirnova                                         |
| 2343 Siding Spring   | 1979 MD4     | 25 tháng 6 năm 1979  | Siding Spring            | E. F. Helin, S. J. Bus                                 |
| 2344 Xizang          | 1979 SC1     | 27 tháng 9 năm 1979  | Nanking                  | Purple Mountain Observatory                            |
| 2345 Fučik           | 1974 OS      | 25 tháng 7 năm 1974  | Nauchnij                 | T. M. Smirnova                                         |
| 2346 Lilio           | 1934 CB      | 5 tháng 2 năm 1934   | Heidelberg               | K. Reinmuth                                            |
| 2347 Vinata          | 1936 TK      | 7 tháng 10 năm 1936  | Flagstaff                | H. L. Giclas                                           |
| 2348 Michkovitch     | 1939 AA      | 10 tháng 1 năm 1939  | Belgrade                 | M. B. Protić                                           |
| 2349 Kurchenko       | 1970 OG      | 30 tháng 7 năm 1970  | Nauchnij                 | T. M. Smirnova                                         |
| 2350 von Lüde        | 1938 CG      | 6 tháng 2 năm 1938   | Heidelberg               | A. Bohrmann                                            |
| 2351 O'Higgins       | 1964 VD      | 3 tháng 11 năm 1964  | Brooklyn                 | Đại học Indiana                                        |
| 2352 Kurchatov       | 1969 RY      | 10 tháng 9 năm 1969  | Nauchnij                 | L. I. Chernykh                                         |
| 2353 Alva            | 1975 UD      | 27 tháng 10 năm 1975 | Đài thiên văn Zimmerwald | P. Wild                                                |
| 2354 Lavrov          | 1978 PZ3     | 9 tháng 8 năm 1978   | Nauchnij                 | L. I. Chernykh, N. S. Chernykh                         |
| 2355 Nei Monggol     | 1978 UV1     | 30 tháng 10 năm 1978 | Nanking                  | Purple Mountain Observatory                            |
| 2356 Hirons          | 1979 UJ      | 17 tháng 10 năm 1979 | Anderson Mesa            | E. Bowell                                              |
| 2357 Phereclos       | 1981 AC      | 1 tháng 1 năm 1981   | Anderson Mesa            | E. Bowell                                              |
| 2358 Bahner          | 1929 RE      | 2 tháng 9 năm 1929   | Heidelberg               | K. Reinmuth                                            |
| 2359 Debehogne       | 1931 TV      | 5 tháng 10 năm 1931  | Heidelberg               | K. Reinmuth                                            |
| 2360 Volgo-Don       | 1975 VD3     | 2 tháng 11 năm 1975  | Nauchnij                 | T. M. Smirnova                                         |
| 2361 Gogol           | 1976 GQ1     | 1 tháng 4 năm 1976   | Nauchnij                 | N. S. Chernykh                                         |
| 2362 Mark Twain      | 1976 SH2     | 24 tháng 9 năm 1976  | Nauchnij                 | N. S. Chernykh                                         |
| 2363 Cebriones       | 1977 TJ3     | 4 tháng 10 năm 1977  | Nanking                  | Purple Mountain Observatory                            |
| 2364 Seillier        | 1978 GD      | 14 tháng 4 năm 1978  | La Silla                 | H. Debehogne                                           |
| 2365 Interkosmos     | 1980 YQ      | 30 tháng 12 năm 1980 | Kleť                     | Z. Vávrová                                             |
| 2366 Aaryn           | 1981 AC1     | 10 tháng 1 năm 1981  | Anderson Mesa            | N. G. Thomas                                           |
| 2367 Praha           | 1981 AK1     | 8 tháng 1 năm 1981   | Kleť                     | A. Mrkos                                               |
| 2368 Beltrovata      | 1977 RA      | 4 tháng 9 năm 1977   | Đài thiên văn Zimmerwald | P. Wild                                                |
| 2369 Chekhov         | 1976 GC8     | 4 tháng 4 năm 1976   | Nauchnij                 | N. S. Chernykh                                         |
| 2370 van Altena      | 1965 LA      | 10 tháng 6 năm 1965  | El Leoncito              | A. R. Klemola                                          |
| 2371 Dimitrov        | 1975 VR3     | 2 tháng 11 năm 1975  | Nauchnij                 | T. M. Smirnova                                         |
| 2372 Proskurin       | 1977 RA8     | 13 tháng 9 năm 1977  | Nauchnij                 | N. S. Chernykh                                         |
| 2373 Immo            | 1929 PC      | 4 tháng 8 năm 1929   | Heidelberg               | M. F. Wolf                                             |
| 2374 Vladvysotskij   | 1974 QE1     | 22 tháng 8 năm 1974  | Nauchnij                 | L. V. Zhuravleva                                       |
| 2375 Radek           | 1975 AA      | 8 tháng 1 năm 1975   | Hamburg-Bergedorf        | L. Kohoutek                                            |
| 2376 Martynov        | 1977 QG3     | 22 tháng 8 năm 1977  | Nauchnij                 | N. S. Chernykh                                         |
| 2377 Shcheglov       | 1978 QT1     | 31 tháng 8 năm 1978  | Nauchnij                 | N. S. Chernykh                                         |
| 2378 Pannekoek       | 1935 CY      | 13 tháng 2 năm 1935  | Johannesburg             | H. van Gent                                            |
| 2379 Heiskanen       | 1941 ST      | 21 tháng 9 năm 1941  | Turku                    | Y. Väisälä                                             |
| 2380 Heilongjiang    | 1965 SN      | 18 tháng 9 năm 1965  | Nanking                  | Purple Mountain Observatory                            |
| 2381 Landi           | 1976 AF      | 3 tháng 1 năm 1976   | El Leoncito              | Felix Aguilar Observatory                              |
| 2382 Nonie           | 1977 GA      | 13 tháng 4 năm 1977  | Bickley                  | Perth Observatory                                      |
| 2383 Bradley         | 1981 GN      | 5 tháng 4 năm 1981   | Anderson Mesa            | E. Bowell                                              |
| 2384 Schulhof        | 1943 EC1     | 2 tháng 3 năm 1943   | Nice                     | M. Laugier                                             |
| 2385 Mustel          | 1969 VW      | 11 tháng 11 năm 1969 | Nauchnij                 | L. I. Chernykh                                         |
| 2386 Nikonov         | 1974 SN1     | 19 tháng 9 năm 1974  | Nauchnij                 | L. I. Chernykh                                         |
| 2387 Xi'an           | 1975 FX      | 17 tháng 3 năm 1975  | Nanking                  | Purple Mountain Observatory                            |
| 2388 Gase            | 1977 EA2     | 13 tháng 3 năm 1977  | Nauchnij                 | N. S. Chernykh                                         |
| 2389 Dibaj           | 1977 QC1     | 19 tháng 8 năm 1977  | Nauchnij                 | N. S. Chernykh                                         |
| 2390 Nežárka         | 1980 PA1     | 14 tháng 8 năm 1980  | Kleť                     | Z. Vávrová                                             |
| 2391 Tomita          | 1957 AA      | 9 tháng 1 năm 1957   | Heidelberg               | K. Reinmuth                                            |
| 2392 Jonathan Murray | 1979 MN1     | 25 tháng 6 năm 1979  | Siding Spring            | E. F. Helin, S. J. Bus                                 |
| 2393 Suzuki          | 1955 WB      | 17 tháng 11 năm 1955 | Nice                     | M. Laugier                                             |
| 2394 Nadeev          | 1973 SZ2     | 22 tháng 9 năm 1973  | Nauchnij                 | N. S. Chernykh                                         |
| 2395 Aho             | 1977 FA      | 17 tháng 3 năm 1977  | Harvard Observatory      | Harvard Observatory                                    |
| 2396 Kochi           | 1981 CB      | 9 tháng 2 năm 1981   | Geisei                   | T. Seki                                                |
| 2397 Lappajärvi      | 1938 DV      | 22 tháng 2 năm 1938  | Turku                    | Y. Väisälä                                             |
| 2398 Jilin           | 1965 UD2     | 24 tháng 10 năm 1965 | Nanking                  | Purple Mountain Observatory                            |
| 2399 Terradas        | 1971 MA      | 17 tháng 6 năm 1971  | El Leoncito              | C. U. Cesco                                            |
| 2400 Derevskaya      | 1972 KJ      | 17 tháng 5 năm 1972  | Nauchnij                 | T. M. Smirnova                                         |